# Svartedamm
Svartedamm är en sjö i Lunds kommun i Skåne och ingår i Höje ås huvudavrinningsområde.